# Coupe d'Union soviétique de football 1962
Navigation
Édition 1961 Édition 1963
La Coupe d'Union soviétique 1962 est la 21e édition de la Coupe d'Union soviétique de football. Elle se déroule entre le 22 avril et le 11 août 1962.
La finale se joue le 11 août 1962 au Stade Lénine de Moscou et voit la victoire du Chakhtior Donetsk, qui remporte sa deuxième coupe nationale d'affilée aux dépens du Znamia Trouda Orekhovo-Zouïevo, pensionnaire de la deuxième division. Ce dernier est le seul finaliste de la compétition à n'avoir jamais pris part à la première division de toute son histoire, que ce soit avant ou après 1962.

## Format
Un total de 168 équipes prennent part à la compétition, cela incluant exclusivement des participants aux deux premières divisions soviétique pour la saison 1962, se répartissant en 22 clubs pour le premier échelon et 146 équipes pour le deuxième niveau.
Le tournoi se divise en deux grandes phases. Dans un premier temps, une phase préliminaire est disputée entre les équipes de la deuxième division, qui sont réparties en huit groupes géographiques sous la forme de mini-tournois afin de déterminer pour chaque une à deux équipes qui se qualifient pour la phase finale, pour un total de neuf qualifiés en tout.
La phase finale, qui concerne donc 31 équipes et voit l'entrée en lice des clubs de la première division, se divise quant à elle en cinq tours, à l'issue desquels le vainqueur de la compétition est désigné.
Chaque confrontation prend la forme d'une rencontre unique jouée sur la pelouse d'une des deux équipes. En cas d'égalité à l'issue du temps réglementaire d'un match, une prolongation est jouée. Si celle-ci ne suffit pas à départager les deux équipes, le match est rejoué ultérieurement.

## Phase finale

### Seizièmes de finale
Les rencontres de ce tour sont jouées entre le 9 et le 29 juin 1962. Le Dynamo Kiev est exempté de ce tour à la suite d'un tirage au sort et démarre au stade des huitièmes de finale.
| Date         | Locaux                              | Score    | Visiteurs               |
| ------------ | ----------------------------------- | -------- | ----------------------- |
| 9 juin 1962  | Spartak Moscou (D1)                 | 3 - 0    | (D1) CSKA Moscou        |
| 16 juin 1962 | SKA Odessa (D2)                     | 2 - 1    | (D1) Kaïrat Alma-Ata    |
| 17 juin 1962 | Lokomotiv Tcheliabinsk (D2)         | 1 - 2 ap | (D1) Avangard Kharkov   |
| 17 juin 1962 | Znamia Trouda Orekhovo-Zouïevo (D2) | 3 - 1    | (D1) Dinamo Léningrad   |
| 17 juin 1962 | Lokomotiv Gomel (D2)                | 0 - 3    | (D1) Spartak Erevan     |
| 17 juin 1962 | Torpedo Taganrog (D2)               | 2 - 0    | (D1) Žalgiris Vilnius   |
| 17 juin 1962 | SKA Novossibirsk (D2)               | 1 - 4    | (D1) Torpedo Moscou     |
| 17 juin 1962 | Daugava Riga (D1)                   | 4 - 2 ap | (D1) Lokomotiv Moscou   |
| 17 juin 1962 | Chakhtior Donetsk (D1)              | 2 - 1    | (D1) Zénith Léningrad   |
| 17 juin 1962 | Belarus Minsk (D1)                  | 3 - 0    | (D1) Pakhtakor Tachkent |
| 17 juin 1962 | Tchernomorets Odessa (D2)           | 0 - 1    | (D1) Dynamo Moscou      |
| 18 juin 1962 | Krylia Sovetov Kouïbychev (D1)      | 3 - 1    | (D1) Moldova Kichinev   |
| 19 juin 1962 | Dinamo Tbilissi (D1)                | 4 - 3    | (D1) Torpedo Koutaïssi  |
| 26 juin 1962 | Dinamo Kirovabad (D2)               | 1 - 0    | (D1) Neftianik Bakou    |
| 29 juin 1962 | Troud Voronej (D2)                  | 1 - 2    | (D1) SKA Rostov         |

### Huitièmes de finale
Les rencontres de ce tour sont jouées entre le 24 juin et le 11 juillet 1962.
| Date            | Locaux                              | Score    | Visiteurs                      |
| --------------- | ----------------------------------- | -------- | ------------------------------ |
| 9 juin 1962     | Znamia Trouda Orekhovo-Zouïevo (D2) | 3 - 2    | (D1) Spartak Moscou            |
| 10 juillet 1962 | Torpedo Taganrog (D2)               | 0 - 4    | (D1) Daugava Riga              |
| 10 juillet 1962 | Spartak Erevan (D1)                 | 5 - 0    | (D1) Krylia Sovetov Kouïbychev |
| 10 juillet 1962 | Dinamo Kirovabad (D2)               | 2 - 1    | (D1) Dynamo Kiev               |
| 10 juillet 1962 | Avangard Kharkov (D1)               | 0 - 1 ap | (D1) Chakhtior Donetsk         |
| 10 juillet 1962 | SKA Rostov (D1)                     | 5 - 0    | (D1) Belarus Minsk             |
| 10 juillet 1962 | Dynamo Moscou (D1)                  | 3 - 0    | (D2) SKA Odessa                |
| 11 juillet 1962 | Torpedo Moscou (D1)                 | 2 - 0    | (D1) Dinamo Tbilissi           |

### Quarts de finale
Les rencontres de ce tour sont jouées le 31 juillet et le 2 août 1962.
| Date            | Locaux                              | Score | Visiteurs             |
| --------------- | ----------------------------------- | ----- | --------------------- |
| 31 juillet 1962 | Znamia Trouda Orekhovo-Zouïevo (D2) | 1 - 0 | (D2) Dinamo Kirovabad |
| 31 juillet 1962 | Spartak Erevan (D1)                 | 5 - 0 | (D1) Daugava Riga     |
| 31 juillet 1962 | Dynamo Moscou (D1)                  | 4 - 0 | (D1) SKA Rostov       |
| 2 août 1962     | Chakhtior Donetsk (D1)              | 4 - 1 | (D1) Torpedo Moscou   |

### Demi-finales
Les rencontres de ce tour sont jouées les 5 et le 6 août 1962.
| Date        | Locaux                              | Score | Visiteurs              |
| ----------- | ----------------------------------- | ----- | ---------------------- |
| 5 août 1962 | Znamia Trouda Orekhovo-Zouïevo (D2) | 1 - 0 | (D1) Spartak Erevan    |
| 6 août 1962 | Dynamo Moscou (D1)                  | 0 - 2 | (D1) Chakhtior Donetsk |

### Finale
| Titulaires :  |                           |     |
|               |                           |     |
|               | Boris Strelkov (ru)       |     |
|               | Nikolaï Golovko (en)      |     |
|               | Guennadi Sneguiriov (ru)  |     |
|               | Viatcheslav Aliabiev (en) |     |
|               | Dmitri Mizerny (ru)       |     |
|               | Vladimir Salkov (en)      |     |
|               | Anatoli Rodine (ru)       |     |
|               | Iouri Zakharov (ru)       | 70e |
|               | Vitali Saveliev (ru)      |     |
|               | Vladimir Sorokine (ru)    |     |
|               | Valentin Sapronov (en)    |     |
|               |                           |     |
| Remplaçants : |                           |     |
|               | Oleg Kolossov (ru)        | 70e |
|               |                           |     |
| Entraîneur :  |                           |     |
| Oleg Ochenkov |                           |     |

| Titulaires :             |                      |     |
|                          |                      |     |
|                          | Anatoli Khomiakov    | 46e |
|                          | Vassili Tchavkine    |     |
|                          | Viktor Ichoutine     |     |
|                          | Anatoli Khorline     |     |
|                          | Viktor Voropaïev     |     |
|                          | Iouri Balachov       |     |
|                          | Mikhaïl Zakharov     |     |
|                          | Viatcheslav Leonidov |     |
|                          | Anatoli Pimenov      |     |
|                          | Nikolaï Charov       | 75e |
|                          | Ievgueni Krylov      |     |
|                          |                      |     |
| Remplaçants :            |                      |     |
|                          | Vadim Nikiforov      | 46e |
|                          | Iouri Nikiforov      | 75e |
|                          |                      |     |
| Entraîneur :             |                      |     |
| Aleksandr Ilitchiov (ru) |                      |     |

| Titulaires :  |                           |     |
|               |                           |     |
|               | Boris Strelkov (ru)       |     |
|               | Nikolaï Golovko (en)      |     |
|               | Guennadi Sneguiriov (ru)  |     |
|               | Viatcheslav Aliabiev (en) |     |
|               | Dmitri Mizerny (ru)       |     |
|               | Vladimir Salkov (en)      |     |
|               | Anatoli Rodine (ru)       |     |
|               | Iouri Zakharov (ru)       | 70e |
|               | Vitali Saveliev (ru)      |     |
|               | Vladimir Sorokine (ru)    |     |
|               | Valentin Sapronov (en)    |     |
|               |                           |     |
| Remplaçants : |                           |     |
|               | Oleg Kolossov (ru)        | 70e |
|               |                           |     |
| Entraîneur :  |                           |     |
| Oleg Ochenkov |                           |     |

| Titulaires :             |                      |     |
|                          |                      |     |
|                          | Anatoli Khomiakov    | 46e |
|                          | Vassili Tchavkine    |     |
|                          | Viktor Ichoutine     |     |
|                          | Anatoli Khorline     |     |
|                          | Viktor Voropaïev     |     |
|                          | Iouri Balachov       |     |
|                          | Mikhaïl Zakharov     |     |
|                          | Viatcheslav Leonidov |     |
|                          | Anatoli Pimenov      |     |
|                          | Nikolaï Charov       | 75e |
|                          | Ievgueni Krylov      |     |
|                          |                      |     |
| Remplaçants :            |                      |     |
|                          | Vadim Nikiforov      | 46e |
|                          | Iouri Nikiforov      | 75e |
|                          |                      |     |
| Entraîneur :             |                      |     |
| Aleksandr Ilitchiov (ru) |                      |     |